# Jeux panaméricains d'hiver de 1990
Les Jeux panaméricains d'hiver de 1990 constituent une compétition multisports internationale qui se tient du 16 au 22 septembre 1990 à Las Leñas, en Argentine. Il s'agit des seuls Jeux panaméricains d'hiver de l'histoire.

## Création des Jeux panaméricains d'hiver
L'Organisation sportive panaméricaine veut instaurer des Jeux d'hiver dès la création des Jeux panaméricains en 1951, mais les nations n'y montrent que très peu d'intérêt. Une organisation de la ville de New York en 1959 reste en stade de projet. Après les Jeux olympiques d'hiver de 1988 à Calgary, l'Organisation sportive panaméricaine décide de l'organisation de Jeux d'hiver. Initialement prévus en septembre 1989, le manque de neige repousse l'événement d'un an. 

## Nations participantes
Les Jeux rassemblent 97 athlètes de 8 pays, dont 76 de 3 nations (Argentine, Canada, États-Unis) : 
- Argentine
- Bolivie
- Brésil
- Canada
- Chili
- Colombie
- États-Unis
- Mexique

## Déroulement

### Épreuves
Seules trois épreuves de ski alpin sont prévues au programme : le slalom, le slalom géant et le Super G,.

### Tableau des médailles
Parmi les huit nations qui participent à ces Jeux, seules deux, le Canada et les États-Unis repartent avec des médailles, comme il est détaillé dans le tableau ci-dessous.
| Rang  | Nation     | Or | Argent | Bronze | Total |
| ----- | ---------- | -- | ------ | ------ | ----- |
| 1     | États-Unis | 4  | 2      | 5      | 11    |
| 2     | Canada     | 2  | 4      | 1      | 7     |
| Total | Total      | 6  | 6      | 6      | 18    |

## Arrêt des Jeux d'hiver
L'Organisation sportive panaméricaine accorde l'organisation des Jeux panaméricains d'hiver de 1993 à Santiago du Chili. Ces Jeux ne seront jamais joués après le refus des États-Unis d'y prendre part.